# Саїмедо
Саїмедо (груз. საიმედო) — село в Грузії.
За даними перепису населення 2014 року в селі проживає 190 особа.